# Ordinariat für die armenischen Gläubigen in Osteuropa
Das Ordinariat Osteuropa (lateinisch Ordinariatus Europae Orientalis) ist ein in Osteuropa gelegenes Ordinariat der armenisch-katholischen Kirche mit Sitz in Gjumri in Armenien.

## Geschichte
Es wurde am 13. Juli 1991 für die Gläubigen des armenischen Ritus in den Staaten Osteuropas errichtet.
Das Ordinariat gilt als immediates Bistum und ist damit dem Papst direkt unterstellt, gehört also keiner Kirchenprovinz an.

## Ordinarien von Osteuropa
- Nerses Der Nersessian CAM (13. Juli 1991 – 2. April 2005)
  - Vartan Kechichian CAM, Titularerzbischof von Mardin degli Armeni (17. Februar 2001 – 2. April 2005 als Koadjutorbischof)
- Nechan Karakéhéyan ICPB (2. April 2005 – 6. Januar 2010)
- Raphaël François Minassian ICPB (24. Juni 2011 – 23. September 2021), dann Patriarch von Kilikien
- Kevork Noradounguian ICPB (seit 21. August 2024)

## Statistik
| Jahr | Bevölkerung | Bevölkerung | Bevölkerung | Priester     | Priester         | Priester       | Priester               | Ständige Diakone | Ordensleute  | Ordensleute      | Pfarreien |
| Jahr | Katholiken  | Einwohner   | %           | Gesamtanzahl | Diözesanpriester | Ordenspriester | Katholiken je Priester | Ständige Diakone | Ordensbrüder | Ordensschwestern |           |
| ---- | ----------- | ----------- | ----------- | ------------ | ---------------- | -------------- | ---------------------- | ---------------- | ------------ | ---------------- | --------- |
| 1997 | 220.000     |             |             | 8            |                  | 8              | 27.500                 |                  | 13           | 17               | 48        |
| 2000 | 220.000     |             |             | 8            |                  | 8              | 27.500                 |                  | 13           | 25               | 36        |
| 2001 | 220.000     |             |             | 8            |                  | 8              | 27.500                 |                  | 8            | 25               | 36        |
| 2005 | 220.000     |             |             | 8            |                  | 8              | 27.500                 |                  | 13           | 25               | 36        |
| 2009 | 440.000     |             |             | 12           | 7                | 5              | 36.666                 |                  | 16           | 15               | 55        |